# Mérignac (Gironde)
Mérignac település Franciaországban, Gironde megyében. Lakosainak száma 77 136 fő (2022. január 1.). Mérignac Le Haillan, Bordeaux, Eysines, Saint-Médard-en-Jalles, Martignas-sur-Jalle, Saint-Jean-d’Illac és Pessac községekkel határos.

## Népesség
A település népességének változása:
| Lakosok száma | 45 951 | 51 306 | 57 273 | 65 469 | 68 386 | 70 127 | 70 105 | 72 197 | 74 009 | 77 136 |
|               | 1968   | 1982   | 1990   | 2006   | 2013   | 2015   | 2017   | 2019   | 2020   | 2022   |